# Breonia perrieri
Breonia perrieri är en måreväxtart som beskrevs av Anne-Marie Homolle. Breonia perrieri ingår i släktet Breonia och familjen måreväxter. Inga underarter finns listade i Catalogue of Life.